# Souryala
Souryala är en ort i Burkina Faso.   Den ligger i provinsen Province du Bam och regionen Centre-Nord, i den centrala delen av landet, 90 km norr om huvudstaden Ouagadougou. Souryala ligger 316 meter över havet och antalet invånare är 910.
Terrängen runt Souryala är platt. Närmaste större samhälle är Kongoussi, 17,5 km nordväst om Souryala.
Trakten runt Souryala består i huvudsak av gräsmarker. Runt Souryala är det ganska tätbefolkat, med 100 invånare per kvadratkilometer.